# Oranda

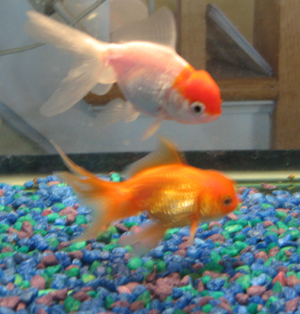
Deux couleurs communes chez l'oranda

L'Oranda est une variété de poissons rouges originaire de Chine. Le record de longueur de cette variété est de 37 cm.

## Description
Cette variété se caractérise par une calotte ressemblant à une framboise située en haut du crâne ou recouvrant toute la tête. Lorsque cette excroissance recouvre également les opercules branchiaux, on parle d'oranda (ou tête de lion) hollandais. Cette variété est dotée de deux nageoires caudales.

### Variantes
- L'Azuma nishiki ou Oranda Calico

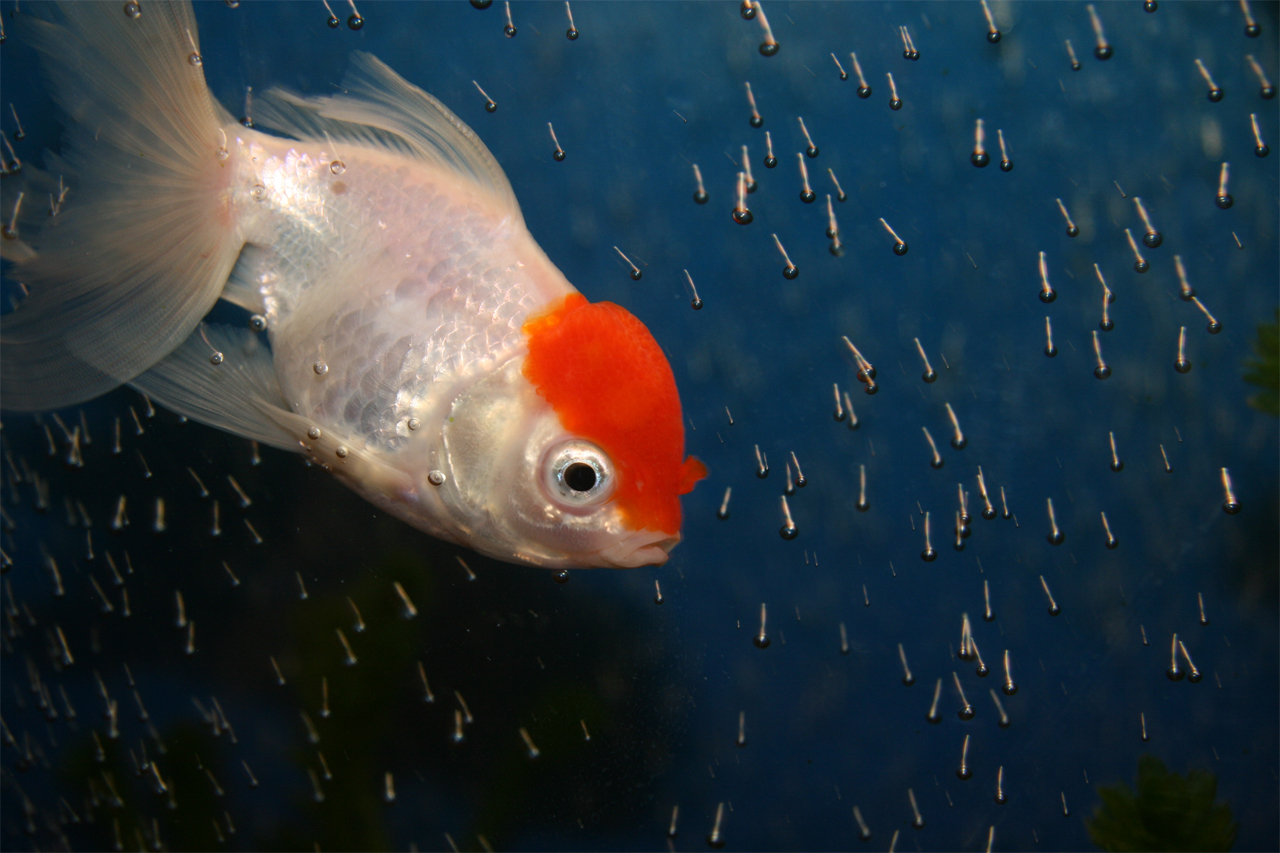
Oranda à tête rouge

- L'Oranda à tête rouge, avec un corps argenté et un capuchon rouge.
- L'Oranda telescope, issu d'un croisement entre un Telescope et un Oranda.
- L'hana fusa ou Oranda pompom
- Le nagate oranda est un Oranda à long corps, sélectionné dans la région de Shikoku, au Japon.

## Maintenance en captivité
Les orandas doivent être élevés en groupe dans un grand volume d'eau, compter 50l minimum par poisson. S'agissant d'une variété moins vive que la variété commune, leur cohabitation est à éviter.